# John Henry Pepper
John Henry Pepper (Westminster, 17 giugno 1821 – Leytonstone, 25 marzo 1900) è stato uno scienziato e inventore britannico.
Ha intrattenuto il pubblico, i reali e gli altri scienziati con una vasta gamma di innovazioni tecnologiche. È ricordato principalmente per aver sviluppato la tecnica di proiezione nota come fantasma di Pepper, costruendo una versione su larga scala del concetto di Henry Dircks . Ha anche curato l'introduzione di lezioni serali presso la Royal Polytechnic Institution (Università di Westminster) e ha scritto diversi importanti libri di educazione scientifica, uno dei quali è considerato un passo significativo verso la comprensione della deriva dei continenti . Mentre in Australia ha cercato senza successo di far piovere usando la conduzione elettrica e grandi esplosioni.

## Biografia
Pepper è nato a Westminster, Londra e ha studiato alla King's College School.  Mentre era lì si interessò alla chimica, come insegnato da John Thomas Cooper. Cooper ha agito come mentore di Pepper, che ha continuato a diventare un assistente docente presso la Grainger School of Medicine all'età di 19 anni. Pepper tenne la sua prima conferenza al Royal Polytechnic Institution nel 1847 e assunse il ruolo di chimico analitico e docente l'anno successivo. All'inizio degli anni 1850 ne era il direttore. Ha introdotto una serie di corsi serali su argomenti educativi e commerciali e ha tenuto conferenze su invito in alcune delle scuole più prestigiose in tutta l'Inghilterra, tra cui Eton , Harrow e Haileybury.
Tra gli studenti di Eton c'era Quintin Hogg , che sarebbe poi diventato un filantropo e un benefattore del Royal Polytechnic Institution. Pepper ha tenuto conferenze anche a New York e in Australia. Pepper divenne un attore scientifico molto apprezzato e spesso si chiamava "Professor Pepper". Ha regolarmente dimostrato una serie di innovazioni scientifiche e tecnologiche con l'intenzione di intrattenere ed educare il pubblico su come funzionavano. Ha usato molti di questi per esporre l'inganno dietro la magia ingannevole, ed è diventato famoso per una nuova tecnica ora conosciuta come "il fantasma di Pepper".
Pepper era affascinato dall'elettricità e dalla luce.
Nel 1863 illuminò Trafalgar Square e la Cattedrale di St. Paul per celebrare il matrimonio di Edward Albert, Principe di Galles, e Alexandra di Danimarca. Ha ottenuto questo risultato utilizzando una variazione della lampada ad arco. Il 21 dicembre 1867, a un banchetto di "nobili e gentiluomini scientifici", Pepper fece inviare un telegramma tra Arthur Wellesley, II duca di Wellington e Andrew Johnson, presidente degli Stati Uniti che era a Washington in quel momento. Il messaggio ha impiegato poco meno di 10 minuti per arrivare negli Stati Uniti con una risposta in arrivo dopo circa 20 minuti. Questa trasmissione è stata salutata come un risultato significativo per la scienza.
Pepper tornò in Inghilterra nel 1889 per godersi la pensione. Morì a Leytonstone il 25 marzo 1900.